# Conus magdalenensis
Conus magdalenensis é uma espécie de gastrópode do gênero Conus, pertencente à família Conidae.